# Hedi Schneider steckt fest
Hedi Schneider steckt fest ist ein deutscher Film von Sonja Heiss. Er hatte seine Premiere am 8. Februar 2015 bei den 65. Internationalen Filmfestspielen Berlin in der Sektion „Forum“. Der deutsche Kinostart war am 7. Mai 2015. Er wurde am 18. Juli 2017 im ZDF ausgestrahlt.

## Handlung
Die Mittdreißigerin Hedi Schneider lebt zusammen mit ihrem Partner Uli und ihrem Sohn Finn und träumt in den Tag hinein. Als Hedi in einem Fahrstuhl in ihrem Bürokomplex steckenbleibt, stellt sich ein existentielles Gefühl bei ihr ein. Plötzlich wird ihr Alltag von Angst- und Panikattacken begleitet, was auch mit dem Selbstmordversuch eines Kollegen zusammenhängt. Weder Therapeuten, Freunde noch Familienmitglieder können ihr helfen. Sie fühlt sich in ihrem eigenen Leben fremd, worunter insbesondere die Beziehung zu Uli leidet. Nach und nach beginnt sie zu reflektieren, dass immer etwas fehlt, worauf sie mit Leistungsverweigerung reagiert. In einem letzten Versuch, ihre Liebe zu retten, reist das Paar nach Norwegen.

## Kritik
Der Filmdienst urteilt: „Im Gewand eines bisweilen selbstironisch gefärbten Beziehungsfilms entfaltet sich ein komisch-absurdes Drama, das wie beiläufig von den seelischen Abgründen der Gegenwart handelt und mit viel Sinn für intime Momente lebensnahe Dialoge und tragikomische Kapriolen aufsammelt“.

## Auszeichnungen
- Preis der deutschen Filmkritik 2016: Beste Darstellerin (Laura Tonke)[5]
- Deutsche Film- und Medienbewertung (FBW): Prädikat „besonders wertvoll“[6]
- Hessischer Film- und Kinopreis 2014: Bester Spielfilm[7]